# 贾晋中
贾晋中（1963年—），河北井陉人，汉族，中华人民共和国政治人物、第十二届全国人民代表大会河北地区代表。

## 生平
毕业于西南交通大学，加入中国共产党，担任朔黄铁路公司党委书记。2013年，被选为全国人大代表。